# 도르트문트
도르트문트(Dortmund, IPA: [ˈdɔɐ̯tmʊnt] 듣기 (도움말·정보))는 독일 노르트라인베스트팔렌 주의 도시이다. 노르트라인페스트팔렌 주의 지리적 중심부에 자리 잡아 경제적, 상업적 중심지 역할을 수행한다. 2014년 12월 기준 인구 580,511명으로 독일에서 8번째로 큰 도시이며, 라인-루르 대도시권의 일부이다.
루르강이 시의 남쪽을 지나며, 그보다 작은 엠셔강도 시를 지난다. 도르트문트-Ems-운하의 종점인 도르트문트 항은 유럽에서 가장 큰 운하 항구로, 도르트문트와 북해를 연결시킨다.
도르트문트는 노르트라인베스트팔렌의 '그린 메트로폴리스'(생태주의 거대 도시)로 알려져 있다. 지역의 절반 가량은 수로, 삼림, 농경, 넓은 공원들이 있는 생태 공간으로 구성되어 있다. 이는 백 년에 가까운 대규모의 석탄 채굴과 제강의 역사와 대조를 이룬다.
독일에서 공업이 가장 발달한 도시들 중 하나다.

## 역사
현 도르트문트 시 지역에서 인간 정착의 첫 흔적은 신석기시대까지 거슬러 올라간다. 도르트문트는 882년 "트로트마니(고대 작센어: Throtmanni)"라는 이름으로 문헌상 최초로 언급된다. 도르트문트 시장권(Marktrecht)은 990년에 최초로 언급된다. 11세기에는 라이놀두스(Reinoldus)의 전설이 도시의 수호성자가 된다. 1152년에는 나중에 황제가 되는 프리드리히 왕에 의해 도르트문트에서 황실의회(Hoftag)가 개회되었다. 그 결과 궁궐 주위에 많은 장인들과 상인들이 정착했고 이것이 모여 도르트문트라는 도시의 기원에 이바지했다. 1200년에는 이미 오늘날 도심 면적인 82 핵타르가 도달되었고 도시성곽이 건축되었다. 1232년에는 도시 대화재가 발생했다. 방화로 발생한 것으로 추정되는 화재로
도시 전체가 거의 완전히 파괴되었다. 화재는 왕의 길(Hellweg) 북쪽의 밀집된 도심에서 심했고 소상인과 장인의 목재로 된 집뿐만 아니라 돌로 된 라이놀트 교회까지 파괴했다. 화재로 인하여 도시의 고문서 보관소가 소실되었고 이와 함께 대화재 이전 시기의 모든 문서도 사라졌다. 화재로 인해 사라진 도르트문트의 옛 특권은 1236년 프리드리히 2세가 도르트문트를 최초로 제국도시로 지정하며 되살린다.
1293년 도르트문트는 맥주 양조권을 부여받고 도시 내에서 시범적인 맥주산업의 전개가 시작된다.
1956년엔 이미 도르트문트 인구는 624,000명을 기록했고, 1965년에는 658,075명의 주민으로 역사상 최다인구에 도달했다.

## 스포츠
도르트문트는 분데스리가에 속한 보루시아 도르트문트의 연고지이다. 홈구장 또한 지그날 이두나 파크로 도르트문트에 위치해 있다.

## 인구
| 연도    | 인구    | ±%      |
| ------- | ------- | ------- |
| 1300    | 10,000  | —       |
| 1480    | 8,000   | −20.0%  |
| 1600    | 4,000   | −50.0%  |
| 1700    | 3,000   | −25.0%  |
| 1812    | 4,828   | +60.9%  |
| 1871    | 44,420  | +820.0% |
| 1900    | 142,733 | +221.3% |
| 1910    | 214,226 | +50.1%  |
| 1925    | 321,743 | +50.2%  |
| 1939    | 542,261 | +68.5%  |
| 1950    | 507,349 | −6.4%   |
| 1961    | 641,480 | +26.4%  |
| 1970    | 639,634 | −0.3%   |
| 1987    | 584,089 | −8.7%   |
| 2011    | 571,143 | −2.2%   |
| 2018    | 587,010 | +2.8%   |
| source: |         |         |

## 기후
| Dortmund의 기후          | Dortmund의 기후 | Dortmund의 기후 | Dortmund의 기후 | Dortmund의 기후 | Dortmund의 기후 | Dortmund의 기후 | Dortmund의 기후 | Dortmund의 기후 | Dortmund의 기후 | Dortmund의 기후 | Dortmund의 기후 | Dortmund의 기후 | Dortmund의 기후 |
| 월                       | 1월             | 2월             | 3월             | 4월             | 5월             | 6월             | 7월             | 8월             | 9월             | 10월            | 11월            | 12월            | 연간            |
| ------------------------ | --------------- | --------------- | --------------- | --------------- | --------------- | --------------- | --------------- | --------------- | --------------- | --------------- | --------------- | --------------- | --------------- |
| 역대 최고 기온 °C (°F)   | 14.6 (58.3)     | 18.5 (65.3)     | 23.5 (74.3)     | 30.2 (86.4)     | 34.4 (93.9)     | 34.9 (94.8)     | 36.8 (98.2)     | 37.6 (99.7)     | 33.4 (92.1)     | 28.6 (83.5)     | 20.1 (68.2)     | 16.1 (61.0)     | 37.6 (99.7)     |
| 일평균 최고 기온 °C (°F) | 4 (39)          | 5 (41)          | 9 (48)          | 13 (55)         | 18 (64)         | 21 (70)         | 22 (72)         | 22 (72)         | 19 (66)         | 15 (59)         | 9 (48)          | 5 (41)          | 14 (56)         |
| 일평균 최저 기온 °C (°F) | −1 (30)         | −1 (30)         | 2 (36)          | 4 (39)          | 8 (46)          | 11 (52)         | 13 (55)         | 13 (55)         | 10 (50)         | 7 (45)          | 3 (37)          | 1 (34)          | 6 (42)          |
| 평균 강우량 mm (인치)    | 65 (2.6)        | 56 (2.2)        | 53 (2.1)        | 57 (2.2)        | 68 (2.7)        | 78 (3.1)        | 93 (3.7)        | 93 (3.7)        | 67 (2.6)        | 60 (2.4)        | 71 (2.8)        | 77 (3.0)        | 838 (33.1)      |
| 평균 강우일수            | 19              | 17              | 14              | 16              | 14              | 14              | 17              | 16              | 15              | 17              | 19              | 19              | 197             |
| 출처: Wetter Kontor      |                 |                 |                 |                 |                 |                 |                 |                 |                 |                 |                 |                 |                 |

## 자매 도시
- 독일 츠비카우
- 프랑스 아미앵 (1960)
- 영국 리즈 (1969)
- 러시아 로스토프나도누 (1973)
- 미국 버펄로 (1977)
- 이스라엘 네타냐 (1981)
- 세르비아 노비사드 (1982)
- 중국 시안시 (1992)